# Corydoras seussi
Corydoras seussi és una espècie de peix de la família dels cal·líctids i de l'ordre dels siluriformes. Els adults poden assolir fins a six centímetres de longitud total. Es troba a la conca del riu Mamoré a Amèrica del Sud.